# Hac Mom
Hac Mom är en ort i Mexiko.   Den ligger i kommunen Tancanhuitz och delstaten San Luis Potosí, i den centrala delen av landet, 240 km norr om huvudstaden Mexico City. Hac Mom ligger 285 meter över havet och antalet invånare är 148.
Terrängen runt Hac Mom är lite kuperad, och sluttar norrut. Runt Hac Mom är det ganska tätbefolkat, med 124 invånare per kvadratkilometer. Närmaste större samhälle är Villa Terrazas, 18,1 km söder om Hac Mom. I omgivningarna runt Hac Mom växer huvudsakligen savannskog.